# توربین تسلا

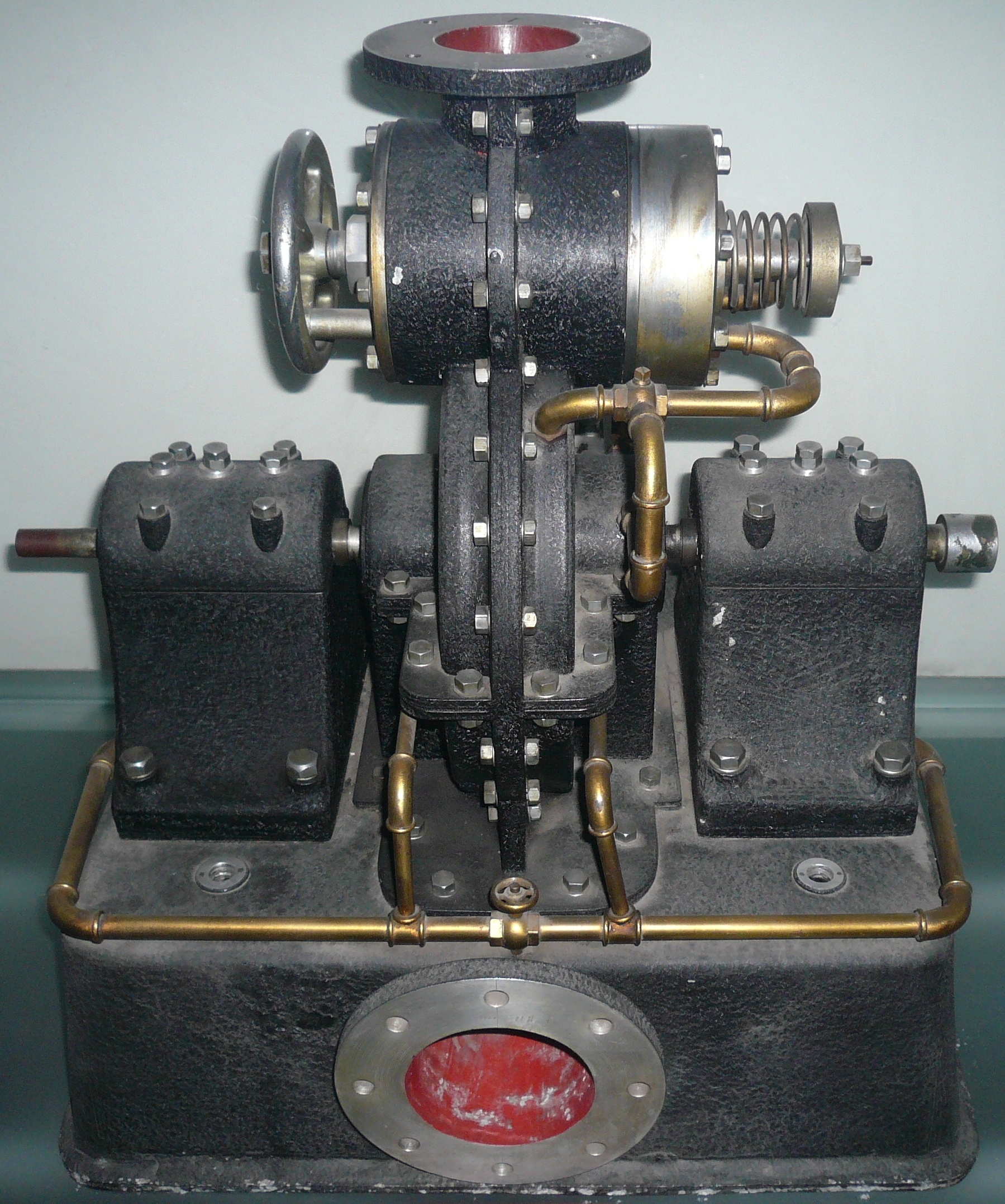
توربین تسلا در موزه نیکولا تسلا

توربین تسلا یک توربین بدون پره است که از جریان سیال به عنوان محرک استفاده می‌کند و توسط نیکولا تسلا در ۲۱ اکتبر ۱۹۱۳ به ثبت رسید.
توربین تسلا مانند توربین‌های معمولی پره ندارد، چندین دیسک با هم ترکیب شده و از اثر لایه مرزی استفاده می‌کنند. نازل‌ها یک سیال متحرک را روی دیسک‌ها اعمال می‌کنند. موتور از دیسک‌هایی که به وسیله سیال می‌چرخند، برای ایجاد دوران برای تبادل تکانه بین سیال و دیسک‌ها استفاده می‌کنند. سرعت چرخش این توربین ابتدا آنقدر زیاد بود که پره‌ها را خم می‌کرد و موجب شد تا این اختراع نیمه کاره باشد، اما اختراع موادی نظیر کولار، کامپوزیت کربن و پلاستیک اشباع شده با تیتانیوم یا کامپوزیت تیتانیوم، باعث شد تا برخی از مهندسان، کار نیمه تمام تسلا را به اتمام رسانند.این اختراع صدمین اختراع تسلا بود.
توربین شکل تیغه‌ای (دایره‌ای) ندارد، از این جهت دوام آن عالی، و نگهداری آن ساده‌تر است. با این حال بازده درصدی آن نسبت توربین‌های معمولی کمتر است. با این حال تسلا در توضیحات مربوط به اختراعش گفته‌است که به دلیل استفاده از سیال (مایع) پیشران و نبود پره و عدم اختلال و مقاومت کمتر در مسیر طبیعی خطوط جریان، سرعت آن به صورت نامحسوسی تغییر می‌کند. این انتقال مایع نیز به شیوه‌ای کامل‌تر و مقرون به صرفه‌تر است. نمونه‌های استفاده علمی از این توربین نادر است. یکی از کاربردهایی که تسلا برای این توربین در نظر گرفته بود، تولید نیروی زمین گرمایی است که در کتاب نیروی محرکه آینده ما، کتاب خودش مفصل در موردش توضیح داده‌است.